# Flashover
Flashover és un tipus de comportament extrem d'un incendi. Des dels anys 80 del segle xx es distingeixen, bàsicament, dos tipus de comportaments extrems d'un incendi. L'altra és backdraft.
En una estança on s'ha declarat un incendi en, un llit, per exemple, els gasos que desprèn la combustió -inflamables-, es troben calents i transmeten calor a la resta d'objectes de l'estança. Aquests objectes es van escalfant i pirolitzant-se. En arribar a la seva temperatura d'auto-ignició, s'incendiaran repentinament.